# Talaingod
Talaingod est une municipalité de la province du Davao du Nord, aux Philippines.
Sa population est de 25 566 habitants au recensement de 2010 sur une superficie de 656 km2, subdivisée en 3 barangays.